# Marie-Louise Asseu
Marie-Louise Asseu, aussi appelée Malou, de son nom à l'état civil Cho Françoise Kouassi, est une comédienne et réalisatrice ivoirienne, défenseur de la culture attié née le 21 novembre 1966 et morte le 7 décembre 2016 à  Abidjan (Côte d'Ivoire).
Elle a joue en tant qu'actrice dans Faut pas fâché, Bal poussière et bien d'autres films et séries.

## Biographie

### Comédienne et animatrice
Marie-Louise Asseu a appartenu au théâtre national de Côte d'Ivoire puis à la troupe Le Soleil de Cocody.
Elle est une des protagonistes des émissions satiriques de télévision Faut pas fâcher et Ma famille.
Elle est aussi animatrice de l'émission « Mon expérience » sur la RTI.

### Réalisatrice
Un homme pour deux sœurs est l’histoire d’une femme qui prend soin de sa famille (mère, frères et sœurs) mais ayant commis l’erreur d’envoyer sa sœur habiter chez elle, son mari en tombera amoureux et ira jusqu’à chasser l'épouse.
Le film est sorti en avant-première le 14 février 2008 au Cinéma Ivoire. Un homme pour deux sœurs est la première œuvre cinématographique de Marie-Louise Asseu.

### Fait divers et décès
Le 25 février 2011, Marie Louise Asseu est agressée à Yopougon, commune d’Abidjan.
Le 7 décembre 2016, Marie Louise Asseu décède des suites d'un accident vasculaire cérébral,,,, survenu le jeudi, 17 novembre 2016 à la Polyclinique de l'Indenié au plateau,,

## Filmographie
- 1989 : Bal Poussière (actrice)
- Depuis 1995 : Faut pas fâcher (actrice)[1]
- 2003-2007 : Ma famille (actrice)[1]
- 2008 : Un homme pour deux sœurs (réalisatrice et actrice)[1]
- 2008 : L'Histoire des copines (réalisatrice et actrice)[1]
- 2010 : Sah Sandra (actrice)[1]
- 2012 : Les infidèles[9]